# Hewisedawi
Hewisedawi (ili Goose Lake people) /Hewise znači na njihovom jeziku “Up Above" ili “On Top”, hewisedawi “Those from On Top." Sebe nazivaju često samo kao Hewise/, Jedna od 11 nezavisnih bandi Palaihnihan Indijanaca iz grupe Achomawi, nastanjena na sjeveroistoku Kalifornije u okrugu Modoc, napose oko jezera Goose Lake (vidi), po kojem su nazvani i  'Goose Lake People' . Edward S. Curtis ih naziva Hewisaitu-wi, a njihov teritorij Hewisaitu, locirajući ga zapadno od Alturasa. Prema istom autoru, u njegovo vrijeme imali su oko stotinu duša. Potomci im žive na tamošnjim rezervatima.
Govorili su dijalektom hewisedawi.